# アスパル
フラウィウス・アルダブリウス・アスパル（ラテン語: Flavius Ardaburius Aspar、400年 - 471年）は、5世紀のゲルマン人で、東ローマ帝国の貴族、政治家および軍人。434年の執政官。420年代から471年まで、およそ半世紀にわたって東ローマ帝国の歴史で重要な役割を演じた。

## 生涯

### テオドシウス2世の時代
フラウィウス・アルダブル・アスパルは、東ローマ皇帝テオドシウス2世に仕えたアラン人の将軍アルダブリウスの子として生まれた。
425年、アスパル親子はテオドシウス2世より西ローマ皇帝ヨハンネスの討伐を命じられ、アスパルは騎兵長官として、父アルダブリウスは歩兵長官としてイタリアへ侵入し、同年7月までに皇帝ヨハンネスや西ローマ帝国の高官らを殺害した。まもなくヨハンネス側の将軍アエティウスが援軍を引き連れてイタリアへ駆けつけてきたが、アスパルはアエティウスと対峙した後、彼をガリアのマギステル・ミリトゥムに任命する条件でアエティウスと和睦した。
431年から434年にかけて、アスパルはヴァンダル族の侵入からカルタゴを防衛した。441年にフン族がイリュリクムで略奪を開始すると、アスパルは西ローマ帝国の防衛から呼び戻された。アスパルは442年初頭にフン族の王ブレダおよびアッティラと交渉を行い、略奪を翌443年まで停止させた。
当時アスパルは東ローマ帝国において最も力を持った人物の一人であった。父アルダブリウスは427年に、アスパルは434年に、そしてアスパルの子アルダブリウス（祖父と同名）は447年に、それぞれテオドシウス2世より執政官に任命されている。

### マルキアヌスの時代
450年、テオドシウス2世が死去した後、アスパルは彼の忠実な部下であったマルキアヌスをテオドシウス2世の姉アエリア・プルケリアと結婚させ、マルキアヌスを皇帝として宣言した。しかしマルキアヌスは西ローマ皇帝ウァレンティニアヌス3世に相談することなく皇帝として宣言されたため、452年頃まで正式な皇帝としては承認されなかった。
こうした即位の経緯からマルキアヌスはアスパルの傀儡であり、マルキアヌスが即位して最初に行ったこともアスパルの子アルダブリウスをオリエンス道のマギステル・ミリトゥムに任命することであった。アスパルはマルキアヌスが没する457年まで、マルキアヌスの実質的な共同統治者として東ローマ帝国を支配した。

### レオ1世の時代
457年1月27日にマルキアヌスが死亡すると、コンスタンティノポリス元老院はアスパルを皇帝として指名したが、アスパルは辞退し、代わりに彼は自分の部隊からベス族の兵士の一人（レオ1世）を選んで即位させた。レオ1世は皇帝就任に際してローマ皇帝として初めてコンスタンティノープル総主教によって戴冠されたが、そこには先に擁立したマルキアヌスが正当な皇帝として承認されなかった反省からレオの即位を神の意志による選択として正当化しようとするアスパルの思惑があったものと考えられる。これ以後、東ローマ帝国において皇帝を立てるには教会による同意が必要不可欠なものとなった。
当初はレオ1世もマルキアヌスと同様にアスパルの傀儡にすぎなかったが、460年代になるとレオ1世は、大勢のイサウリア人を雇い入れてエクスクビトルとよばれる彼直属の親衛隊を構成し、アスパルの傀儡であることから脱出しようと試み始めた。466年、レオ1世に雇われたイサウリア族長タラシコデッサ（後の皇帝ゼノン）がアスパルの長男アルダブリウスをサーサーン朝との内通の嫌疑で告発すると、レオ1世はアスパルとアルダブリウスの無実を主張する声を退け、アルダブリウスをオリエンス道のマギステル・ミリトゥムから罷免した。タラシコデッサはレオ1世の娘アエリア・アリアドネと結婚し、ギリシア語でゼノンと名乗ることが許された。
しかし468年、レオ1世はアスパルの反対を押し切って義弟バシリスクスを指揮官とするヴァンダル族討伐の大規模な艦隊をアフリカへ派遣するも、船団の半数を失う大敗を喫してしまう。さらにはゼノンも469年にトラキアで反乱に遭い、命からがら逃亡する醜態をさらすことになった。こうしたレオ1世とゼノンの失態により、再びアスパルが名声を取り戻すこととなった。レオ1世はアスパルの次男ユリウス・パトリキウスを副帝に任命し、娘の一人レオンティアを彼に嫁がせることを宣言した。しかしパトリキウスがローマ帝国で禁じられていたアリウス派を信仰していたために、コンスタンティノープルの聖職者達が猛烈に反発し、ついには暴動へと発展した。この暴動を収めるためにレオ1世は、レオンティアとの婚姻までにはパトリキウスをカルケドン派へ改宗させることを約束しなければならなくなった。
その後もゼノンとアスパルは衝突を繰り返した。アスパルは当時の東ローマ帝国で最大の勢力であったゴート族と強い関わりがあったし、一方のゼノンは戦闘的なイサウリア族を率いていた。最終的にレオ1世はアスパルかゼノンかを選択しなければならなくなった。そして471年、アスパルとアルダブリウスは扇動された暴徒達によってカルケドンの聖エウフェミア教会へ追い詰められ、ゼノンの手の者によって殺害された。アスパルの次男パトリキウスと三男エルマネリックは殺害を免れたが、パトリキウスは副帝から退位させられレオンティアとも離婚させられた。
アスパルが殺害されると彼の親族であったテオドリック・ストラボがゴート族を率いてトラキアで反乱を起こし、反乱はレオ1世が和睦に応じる473年まで続いた。また、パトリキウスとの婚姻を無効とされたレオンティアは、後にアンテミウスの子マルキアヌスと結婚し、ゼノンが皇帝となっていた479年に夫マルキアヌスを皇帝としてゼノンに反乱を起こした。
アスパルの死はテオドシウス1世の時代から続いたゴート族による東ローマ帝国支配の終わりの始まりであり、以後はイサウリア族が東ローマ帝国の支配者となった。イサウリア族による東ローマ帝国の支配は、アナスタシウス1世がイサウリア族による反抗を打ち破って彼らをトラキアへ強制移住させる498年ごろまで続いた。

## 妻子
アスパルには3人の妻がおり、少なくとも2人はゴート人の出自で、一人は東ローマ帝国で高位の軍人だったゴート人トゥリアリウスの姉妹、もう一人はトゥリアリウスの子テオドリック・ストラボの姉妹であったとされる。アスパルは婚姻によりトゥリアリウスやテオドリック・ストラボらゴート人の将軍たちと強く結びついており、アスパルにとってゴート人は権力の強力な後ろ盾だった。子には447年の執政官アルダブリウス、459年の執政官ユリウス・パトリキウス、465年の執政官エルマネリックがいる。

## アスパルの貯水池
コンスタンティノープルでは人口増による水不足や頻発する都市部での火災に備え、いくつもの貯水池が建造された。459年にアスパルによって建造された露天貯水池は「アスパルの貯水池」と名付けられ現存している。「アスパルの貯水池」は深さ10メートル、一辺152メートルの正方形と、コンスタンティノープルに建造された貯水池の中でも特に巨大なものである。